# Kings Cup (Super 8 Tournament)
Kings Cup Super 8 Tournament é um evento anual de Muay Thai organizado para homenagear o aniversário de Bhumibol Adulyadej, o Rei da Tailândia. É realizada no Sanam Luang Park em Bangkok, de frente para o palácio do rei. O evento é frequentado por 300.000 fãs de luta tailandesa e admiradores do Rei.
Oito lutadores competem em um torneio no estilo de eliminatórias simples em um dia. O campeão tem de vencer três lutas em um único dia.
A coroa e o cordão do título da Kings Cup Super 8 são doados pelo Rei da Tailândia.
O evento dura uma semana com festas em honra do Rei, com demonstrações de Muay Thai, incluindo um torneio amador, o Ladies Super 8, e uma demonstração especial de jovens.

## Campeões da Kings Cup Super 8 Tournament
| Data | Campeão                |
| ---- | ---------------------- |
| 2010 | Yodsanklai Fairtex     |
| 2009 | Cosmo Alexandre        |
| 2008 | Kem Sitsongpeenong     |
| 2007 | Tum Madsua             |
| 2006 | Wanlop Sitpholek S-4   |
| 2005 | Lamsongkram Chuwattana |
| 2004 | Kunsuk Petchsupapan    |
| 2003 | Suriya Prasathinphimai |
| 2002 | Ole Laursen S-4        |
| 2001 | John Wayne Parr        |